# Ammocrypta beanii
Ammocrypta beanii és una espècie de peix de la família dels pèrcids i de l'ordre dels perciformes present a Amèrica del Nord.
Els mascles poden assolir els 7,2 cm de longitud total.